# 輪乗り

輪乗り

輪乗り（わのり）とは、馬術における運動のひとつ。
馬場馬術では直径20メートルの輪線運動を指す。広義には10メートル以上の円運動のこと。
部班ではこの号令がかかったら蹄跡に戻るよう指示が無い限り輪乗りを続ける。
円の大きさを変えるときは「輪乗りをつめ」（直径を小さくする場合）・「輪乗りを開け」（いったん小さくした直径を元の大きさに戻す場合）と号令する。